# Ине, Вильгельм
Вильгельм Ине (нем. Wilhelm Ihne; 2 февраля 1821, Фюрт — 21 марта 1902, Хайдельберг) — немецкий историк. Отец немецкого архитектора Эрнста фон Ине.
С 1849 по 1863 был профессором в Ливерпуле, потом читал в Гейдельбергском университете лекции по английскому языку и литературе.
Из его сочинений наиболее известна «Römische Geschichte» (т. 1-4, Лейпциг, 1868—1876, 5 т. 1872, 6 т. 1886, 7 и 8 т. 1890).
Помимо этого ему принадлежит также:
- «Quaestiones Terentianae» (1843);
- «A Plead for the Emperor Tiberius» (1855, есть немецкий перевод, Страсбург, 1892); «Early Rome» (Лондон, 1875; итальянский перевод издан в Болонье в 1883: «Roma antica»).